# Barleria asterotricha
Barleria asterotricha är en akantusväxtart som beskrevs av Raymond Benoist. Barleria asterotricha ingår i släktet Barleria och familjen akantusväxter. Inga underarter finns listade i Catalogue of Life.